# Junior Collins
Addison „Junior“ Collins (* 17. April 1927 in Pine Bluff, Arkansas; † 1976 in Dublin, Hampshire; eigentlich Addison Collins junior) war ein US-amerikanischer Jazz-Hornist des Swing und Modern Jazz.
Collins spielte in den 1940er Jahren in der Army Air Forces Band von Glenn Miller (Aufnahmen mit Soli 1943) und unter dessen Nachfolger Tex Beneke, dem Benny Goodman Orchester (Aufnahmen 1946) und im Orchester von Claude Thornhill (Aufnahmen 1949). 1949 war er wie einige andere Mitglieder des Thornhill-Orchesters an den legendären Aufnahmen von Birth of the Cool (1949/50) von Miles Davis beteiligt, ebenso an den Live-Auftritten der Band 1948 im Royal Roost. 1953 war er auch beteiligt an den  Aufnahmen Charlie Parkers von Gil-Evans-Arrangements mit den Dave Lambert Singers.